# Classe Dido
Gli incrociatori contraerei classe Dido nacquero da una specifica del 1934 per una incrociatore leggero in grado di difendere la flotta dagli attacchi aerei. I primi schizzi dell'Ordnance Office incorporarono subito i nuovi cannoni ad elevata cadenza di tiro da 5,25in MkI QF montati su torri binarie.

La struttura della nave presentava tre torri prodiere e due poppiere. La particolare configurazione delle tre torri prodiere obbligò i progettisti a soprelevare di molto il ponte di comando donandogli la caratteristica linea che contraddistingueva la classe.

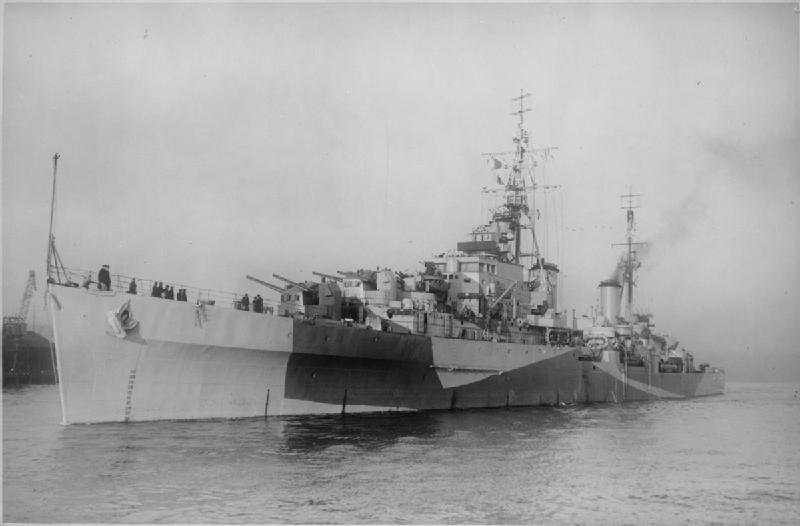
L'incrociatore HMS Diadem del tipo Bellona

Nel 1936 vennero inizialmente vennero autorizzate 5 navi: Bonaventure, Naiad, Phoebe, Dido ed Euryalus, nel 1937 vengono autorizzate Hermione e Sirius e nel 1938 altre tre Cleopatra, Scylla e Charybdis. Nel 1939 vengono autorizzate altre 5 navi di questa classe di cui solo la Argonaut viene completata come da progetto. Le altre quattro e cioè la Spartan, il Black Prince, la Bellona e il Royalist vennero completate come Modifided Dido o classe Bellona.
Alcune navi della classe Dido vennero completate in maniera diversa dal progetto originario. La Bonaventure venne completata con 4 torrette invece che con 5 per via della scarsezza di pezzi. In cambio ricevette un pezzo da 4 pollici nella torretta X.

Il Naiad venne equipaggiato fin dall'inizio con un radar Type 279.
Gli incrociatori classe Dido erano unità contraeree realizzate dalla Gran Bretagna, che intendeva utilizzare i suoi nuovi cannoni da 133 mm a doppio ruolo in torri binate. Essi erano peraltro abbastanza deludenti a causa della lentezza del brandeggio e della cadenza di tiro pratica, 8 colpi contro 18 teorici. Per contro, erano un poco troppo leggeri contro navi, ma pur sempre si trattava di cannoni con proiettili da 38 kg per 22 km di gittata.

## Servizio
La classe diede eccellente prova di sé durante la guerra e venne principalmente impiegate nel Mediterraneo e durante i vari sbarchi.
Quattro unità non sopravvissero al secondo conflitto mondiale:
- HMS Bonaventure: affondato a seguito di siluramento da parte del sommergibile italiano Ambra, mentre scortava un convoglio da Alessandria diretto a Malta, il 31 marzo 1941, a circa 100 miglia nautiche a sud-sud-est di Creta.
- HMS Naiad: colpito a morte da un unico siluro dell'U-565, affondò a nord di Sidi el Barrani l'11 marzo 1942.
- HMS Hermione: il 16 giugno 1942, di ritorno ad Alessandria da un'operazione di scorta a convogli diretti a Malta, fu silurato ed affondato dal sommergibile germanico U-205 a nord di Sollum.
- HMS Charybdis: fu affondato al largo della costa settentrionale della Bretagna da due siluri lanciati dalle torpediniere tedesche T-23 e T-27, il 23 ottobre 1943.

## Navi
| Nome                                | Pennant number         | Cantiere                              | Impostazione           | Varo                   | Entrata in servizio    | Destino |
| Royal Navy Classe Dido              | Royal Navy Classe Dido | Royal Navy Classe Dido                | Royal Navy Classe Dido | Royal Navy Classe Dido | Royal Navy Classe Dido | Royal Navy Classe Dido                                                                                      |
| ----------------------------------- | ---------------------- | ------------------------------------- | ---------------------- | ---------------------- | ---------------------- | --- |
| Dido                                | 37                     | Cammell Laird, Birkenhead             | 26 ottobre 1937        | 18 luglio 1939         | 30 settembre 1940      | Radiata nell'ottobre 1947. Demolita a Barrow-in-Furness, luglio 1957                                        |
| Argonaut                            | 61                     | Cammell Laird, Birkenhead             | 21 novembre 1939       | 6 settembre 1941       | 8 agosto 1942          | Radiata il 6 luglio 1946. Demolita a Newport, 1955                                                          |
| Charybdis                           | 88                     | Cammell Laird, Birkenhead             | 9 novembre 1939        | 17 settembre 1940      | 3 dicembre 1941        | Affondata nella battaglia delle Sept-Îles, 23 ottobre 1943                                                  |
| Phoebe                              | 43                     | Fairfields, Govan                     | 2 settembre 1937       | 25 marzo 1939          | 27 settembre 1940      | Radiata il 4 marzo 1953. Demolita a Blyth, 1956                                                             |
| Hermione                            | 74                     | Alexander Stephen and Sons, Glasgow   | 6 ottobre 1937         | 18 maggio 1939         | 25 marzo 1941          | Affondata dal sommergibile tedesco U-205 il 16 giugno 1942                                                  |
| Bonaventure                         | 31                     | Scotts, Greenock                      | 30 agosto 1937         | 19 aprile 1939         | 24 maggio 1940         | Affondata dal sommergibile italiano Ambra il 31 marzo 1941                                                  |
| Scylla                              | 98                     | Scotts, Greenock                      | 19 aprile 1939         | 24 luglio 1940         | 12 giugno 1942         | Dichiarata non riparabile dopo l'impatto con una mina il 23 giugno 1944. Demolita a Barrow-in-Furness, 1950 |
| Naiad                               | 93                     | Hawthorn Leslie and Company, Hebburn  | 26 agosto 1937         | 3 febbraio 1939        | 24 luglio 1940         | Affondata dal sommergibile tedesco U-565 l'11 marzo 1942                                                    |
| Cleopatra                           | 33                     | Hawthorn Leslie and Company, Hebburn  | 5 gennaio 1939         | 27 marzo 1940          | 5 dicembre 1941        | Radiata il 15 febbraio 1953. Demolita a Newport, 1958                                                       |
| Sirius                              | 82                     | HMNB Portsmouth, Portsmouth           | 6 aprile 1938          | 18 settembre 1940      | 6 maggio 1942          | Ritirata dal servizio nel 1949. Demolita a Blyth, 1956                                                      |
| Euryalus                            | 42                     | Chatham Dockyard                      | 21 ottobre 1937        | 6 giugno 1939          | 30 giugno 1941         | Radiata il 19 settembre 1954. Demolita a Blyth, 1959                                                        |
| Royal Navy Classe Dido tipo Bellona |                        |                                       |                        |                        |                        | |
| Bellona                             | 63                     | Fairfields, Govan                     | 30 novembre 1939       | 29 settembre 1942      | 29 ottobre 1943        | In servizio con la Royal New Zealand Navy dal 1946 al 1956. Demolita a Barrow-in-Furness, 1959              |
| Royalist                            | 89                     | Scotts, Greenock                      | 21 marzo 1940          | 30 maggio 1942         | 10 settembre 1943      | Dal 1956 al 1966 in servizio con la Royal New Zealand Navy. Demolita a Osaka, 1968                          |
| Diadem                              | 84                     | Hawthorn Leslie, Hebburn              | 15 dicembre 1939       | 21 agosto 1942         | 6 gennaio 1944         | Ceduta al Pakistan nel 1956 e rinominata PNS Babur                                                          |
| Black Prince                        | 81                     | Harland and Wolff, Belfast            | 1 dicembre 1939        | 27 agosto 1942         | 30 novembre 1943       | In servizio con la Royal New Zealand Navy dal 1946 al 1955. Demolita a Osaka, 1962                          |
| Spartan                             | 95                     | Vickers-Armstrongs, Barrow-in-Furness | 21 dicembre 1939       | 27 agosto 1942         | 12 luglio 1943         | Affondata da un attacco aereo tedesco al largo di Anzio, 29 gennaio 1944                                    |